# Liste der Monuments historiques in Tramont-Saint-André
Die Liste der Monuments historiques in Tramont-Saint-André führt die Monuments historiques in der französischen Gemeinde Tramont-Saint-André auf.

## Liste der Objekte
| Bezeichnung                  | Beschreibung                                       | Standort                      | Kennzeichnung | Schutzstatus | Datum | Bild |
| ---------------------------- | -------------------------------------------------- | ----------------------------- | ------------- | ------------ | ----- | ---- |
| Zwölf-Apostel-Retabel        | Stein, 15. Jahrhundert                             | in der Kirche St-André (Lage) | PM54001920    | Inscrit      | 1995  |      |
| Skulptur Heiliger Andreas    | Stein, farbig gefasst, Anfang des 16. Jahrhunderts | in der Kirche St-André (Lage) | PM54001917    | Inscrit      | 1980  |      |
| Skulptur Johannes der Täufer | Stein, farbig gefasst, 15. Jahrhundert             | in der Kirche St-André (Lage) | PM54001918    | Inscrit      | 1984  |      |
| Skulptur Madonna mit Kind    | Stein, 14. Jahrhundert                             | in der Kirche St-André (Lage) | PM54001919    | Inscrit      | 1995  |      |